# Carex misera
Espèce
Classification phylogénétique
Carex misera est une espèce de plantes du genre Carex et de la famille des Cyperaceae.